# Jagiellonia Białystok w sezonie 1984/1985

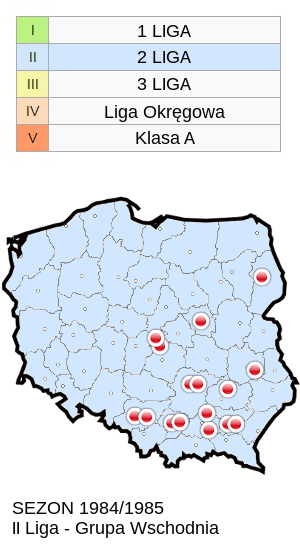
BOZPN - Zespoły występujące w II lidze (grupa wschodnia) w sezonie 1984/85

Jagiellonia Białystok przystąpiła do rozgrywek II ligi w grupie II (wschodniej).

## II poziom rozgrywkowy
Zespół rozegrał dobry sezon, kończąc rozgrywki na 7 miejscu, najwyższym w historii. Klub nie stracił najważniejszych zawodników, a do składu powrócił Dariusz Bayer, który zaliczył swoją przygodę (2 sezony) w I-ligowym ŁKS-ie Łódź. Forma białostoczan rośnie co jest dobrym prognostykiem na przyszłe sezony.
W rozgrywkach Pucharu Polski Jagiellonia uległa w II rundzie (na wyjeździe) Gwardii Szczytno 2:0 i odpadła z dalszej rywalizacji.

## Końcowa tabela II ligi (grupa wschodnia)
| Lp. | Drużyna               | M  | Z  | R  | P  | Bramki | Bramki | Różn. | Pkt. | Uwagi              |
| --- | --------------------- | -- | -- | -- | -- | ------ | ------ | ----- | ---- | ------------------ |
| 1   | Stal Mielec           | 30 | 15 | 10 | 5  | 35     | 18     | +17   | 40   | Awans do I ligi    |
| 2   | Igloopol Dębica       | 30 | 16 | 6  | 8  | 40     | 23     | +17   | 38   |                    |
| 3   | Hutnik Kraków         | 30 | 11 | 14 | 5  | 35     | 19     | +16   | 36   |                    |
| 4   | Górnik Knurów         | 30 | 11 | 12 | 7  | 32     | 27     | +5    | 34   |                    |
| 5   | Stal Stalowa Wola     | 30 | 8  | 15 | 7  | 25     | 16     | +9    | 31   |                    |
| 6   | Start Łódź            | 30 | 10 | 11 | 9  | 39     | 32     | +7    | 31   |                    |
| 7   | Jagiellonia Białystok | 30 | 11 | 9  | 10 | 27     | 25     | +2    | 31   |                    |
| 8   | Korona Kielce         | 30 | 11 | 9  | 10 | 29     | 30     | -1    | 31   |                    |
| 9   | Włókniarz Pabianice   | 30 | 9  | 13 | 8  | 23     | 25     | -2    | 31   |                    |
| 10  | Polonia Bytom         | 30 | 8  | 14 | 8  | 26     | 24     | +2    | 30   |                    |
| 11  | Resovia Rzeszów       | 30 | 9  | 12 | 9  | 19     | 22     | -3    | 30   |                    |
| 12  | Błękitni Kielce       | 30 | 9  | 11 | 10 | 30     | 34     | -4    | 29   |                    |
| 13  | Stal Rzeszów          | 30 | 7  | 12 | 11 | 20     | 31     | -11   | 26   | Spadek do III ligi |
| 14  | Avia Świdnik          | 30 | 5  | 12 | 13 | 21     | 31     | -10   | 22   | Spadek do III ligi |
| 15  | Polonia Warszawa      | 30 | 4  | 14 | 12 | 16     | 38     | -22   | 22   | Spadek do III ligi |
| 16  | Cracovia              | 30 | 4  | 10 | 16 | 17     | 39     | -22   | 18   | Spadek do III ligi |

## Skład, statystyka, transfery
- Powrót wychowanków klubu: Janusza Szugzdy, Dariusza Bayera, Jarosława Bartnowskiego.

| Nr | Zawodnik                 | Poz. | Data ur.   | Wz.  | Mecze | Br. | Transfer z/do                             | Ostatni klub             |
| -- | ------------------------ | ---- | ---------- | ---- | ----- | --- | ----------------------------------------- | ------------------------ |
|    | Mirosław Sowiński        | BR   | 15.01.1956 | 1,88 | 26    | 0   |                                           | Szombierki Bytom         |
|    | Lucjan Trudnos           | BR   | 26.04.1961 | 1,93 | 4     | 0   |                                           | Włókniarz Białystok      |
|    | Jarosław Bartnowski w    | OB   | 26.11.1963 | 1,77 | 30    | 0   | 84(j) z AZS-AWF Warszawa                  | AZS-AWF Warszawa         |
|    | Andrzej Kulesza          | OB   | 30.06.1956 | 1,88 | 28    | 0   |                                           | Stoczniowiec Gdańsk      |
|    | Antoni Cylwik            | OB   | 16.06.1959 | 1,70 | 27    | 1   |                                           | Polonia Bydgoszcz        |
|    | Robert Fiedorczuk        | OB   | 23.06.1964 | 1,84 | 3     | 0   |                                           | Gwardia Białystok        |
|    | Jarosław Gierejkiewicz w | OB   | 3.09.1965  | 1,82 | 20    | 1   |                                           | wychowanek               |
|    | Marek Bitel w            | PO   | 13.12.1956 | 1,71 | 5     | 0   |                                           | Śniardwy Orzysz          |
|    | Stefan Brewczyk          | PO   | 1.07.1957  | -    | 9     | 0   |                                           | Gwardia Białystok        |
|    | Ireneusz Piesecki w      | PO   | 4.09.1962  | 1,72 | 4     | 0   |                                           | wychowanek               |
|    | Wiesław Romaniuk         | PO   | 10.01.1963 | 1,75 | 28    | 1   |                                           | Włókniarz Białystok      |
|    | Dariusz Czykier          | PO   | 21.02.1966 | 1,81 | 17    | 1   |                                           | Jagiellonia II Białystok |
|    | Mariusz Szulżycki        | NA   | 1.03.1964  | 1,76 | 9     | 1   |                                           | Wisła Kraków             |
|    | Henryk Mojsa             | PO   | 11.07.1957 | 1,76 | 22    | 1   |                                           | Arka Gdynia              |
|    | Janusz Szugzda w         | PO   | 14.10.1962 | 1,80 | 26    | 0   | 84(j) z Gwardia Warszawa                  | Gwardia Warszawa         |
|    | Dariusz Bayer w          | PO   | 17.09.1964 | 1,70 | 6     | 0   | 85(w) z ŁKS Łódź                          | ŁKS Łódź                 |
|    | Jarosław Nowicki         | NA   | 11.01.1961 | 1,81 | 13    | 4   | 85(w) zawieszony                          | ŁKS Łódź                 |
|    | Adam Jarmołajew          | NA   | 17.06.1964 | 1,78 | 4     | 0   |                                           | Włókniarz Białystok      |
|    | Mirosław Tiszkow w       | NA   | 29.04.1959 | 1,70 | 24    | 1   |                                           | Śniardwy Orzysz          |
|    | Jarosław Michalewicz w   | NA   | 29.04.1965 | 1,73 | 24    | 8   |                                           | wychowanek               |
|    | Adam Krystek w           | NA   | 11.09.1965 | 1,73 | 2     | 0   |                                           | wychowanek               |
|    | Andrzej Ambrożej         | NA   | 20.09.1965 | 1,76 | 23    | 1   |                                           | Jagiellonia II Białystok |
|    | Tomasz Jakiel w          | NA   | 20.07.1965 | 1,71 | 4     | 0   |                                           | wychowanek               |
|    | Ryszard Jasiukiewicz     | NA   | 20.12.1959 | 1,77 | 11    | 4   | 85(w) z Hutnik Warszawa                   | Hutnik Warszawa          |
|    | bramka samobójcza        |      |            |      |       | 1   |                                           |                          |
|    | Mariusz Lisowski w       | OB   | 3.02.1964  | 1,90 | 14    | 2   | 85(w) do Legia Warszawa (służba wojskowa) | wychowanek               |
|    | Wojciech Bałakier w      | OB   | 26.02.1965 | 1,76 | 0     | 0   | 84(j) do Sokół Sokółka                    | wychowanek               |
|    | Marek Leśniewski         | PO   | 4.02.1954  | 1,68 | 0     | 0   | 84(j) do Włókniarz Białystok              | Stal Kraśnik             |
|    | Andrzej Kołosowski       | NA   | 13.03.1959 | 1,74 | 0     | 0   | 84(j) do Stal Mielec                      | Włókniarz Białystok      |
|    | Jacek Bayer w            | NA   | 29.12.1964 | 1,87 | 0     | 0   | 84(j) (wyp.) Gwardia Białystok            | wychowanek               |
|    | Mirosław Mojsiuszko      | OB   | 25.09.1954 | 1,77 | 0     | 0   | 84(j) koniec kariery                      | Stal Mielec              |

## Mecze
| Mecze i wyniki | Mecze i wyniki         | Mecze i wyniki    | Mecze i wyniki | Mecze i wyniki | Mecze i wyniki           | Mecze i wyniki | Mecze i wyniki                                     | Poz w lidze. | Poz w lidze. | Poz w lidze. |
| Lp. | Data                   | Rozgrywki         | F.             | D/W            | Przeciwnik               | Wynik          | Strzelcy bramek                                    | M.           | P.           | Br.          |
| --- | ---------------------- | ----------------- | -------------- | -------------- | ------------------------ | -------------- | -------------------------------------------------- | ------------ | ------------ | ------------ |
| 1 11 | 7.08.1984 Szczytno     | PP - II run.      | 2000           | N              | Gwardia Szczytno         | 2:0            |                                                    | odpadnięcie  | odpadnięcie  | odpadnięcie  |
| 2 887 | 12.08.1984 Kraków      | II liga – 1 kol.  | 5000           | W              | Hutnik Kraków            | 1:1            | Lisowski 47'                                       | 3            | 1            | 1:1          |
| 3 888 | 19.08.1984 Białystok   | II liga – 2 kol.  | 8000           | D              | Błękitni Kielce          | 3:1            | Michalewicz 41' 70', Nowicki 63'                   | 3            | 3            | 4:2          |
| 4 889 | 26.08.1984 Łódź        | II liga – 3 kol.  | 4000           | W              | Start Łódź               | 2:1            | Nowicki 21'                                        | 8            | 3            | 5:4          |
| 5 890 | 2.09.1984 Białystok    | II liga – 4 kol.  | 10000          | D              | Igloopol Dębica          | 0:1            |                                                    | 11           | 3            | 5:5          |
| 6 891 | 8.09.1984 Stalowa Wola | II liga – 5 kol.  | 2000           | W              | Stal Stalowa Wola        | 0:0            |                                                    | 11           | 4            | 5:5          |
| 7 892 | 16.09.1984 Mielec      | II liga – 6 kol.  | 8000           | W              | Stal Mielec              | 1:0            |                                                    | 13           | 4            | 5:6          |
| 8 893 | 22.09.1984 Białystok   | II liga – 7 kol.  | 6000           | D              | Resovia Rzeszów          | 0:0            |                                                    | 13           | 5            | 5:6          |
| 9 894 | 26.09.1984 Kraków      | II liga – 8 kol.  | 2000           | W              | Cracovia                 | 0:0            |                                                    | 13           | 6            | 5:6          |
| 10 895 | 30.09.1984 Białystok   | II liga – 9 kol.  | 7000           | D              | Korona Kielce            | 3:1            | Lisowski 23', Tiszkow 61', Michalewicz 81'         | 8            | 8            | 8:7          |
| 11 896 | 7.10.1984 Pabianice    | II liga – 10 kol. | b.d.           | W              | Włókniarz Pabianice      | 1:0            |                                                    | 11           | 8            | 8:8          |
| 12 897 | 21.10.1984 Białystok   | II liga – 11 kol. | 5000           | D              | Górnik Knurów            | 0:0            |                                                    | 12           | 9            | 8:8          |
| 13 898 | 3.11.1984 Warszawa     | II liga – 12 kol. | 1000           | W              | Polonia Warszawa         | 0:0            |                                                    | 12           | 10           | 8:8          |
| 14 899 | 11.11.1984 Białystok   | II liga – 13 kol. | 5000           | D              | Polonia Bytom            | 2:0            | Nowicki 6', Michalewicz 63'                        | 10           | 12           | 10:8         |
| 15 900 | 17.11.1984 Świdnik     | II liga – 14 kol. | 1000           | W              | Avia Świdnik             | 0:3            | Michalewicz 37' 72', (Maciejewski 86'sam)          | 7            | 14           | 13:8         |
| 16 901 | 25.11.1984 Białystok   | II liga – 15 kol. | 3000           | D              | Stal Rzeszów             | 2:0            | Nowicki 5', Ambrożej 24'                           | 6            | 16           | 15:8         |
| 17 902 | 10.03.1985 Białystok   | II liga – 16 kol. | 10000          | D              | Hutnik Kraków            | 1:0            | Jasiukiewicz 9'                                    | 4            | 18           | 16:8         |
| 18 903 | 16.03.1985 Kielce      | II liga – 17 kol. | b.d.           | W              | Błękitni Kielce          | 1:0            |                                                    | 7            | 18           | 16:9         |
| 19 904 | 24.03.1985 Białystok   | II liga – 18 kol. | 10000          | D              | Start Łódź (Bałuty Łódź) | 1:0            | Mojsa 40'                                          | 4            | 20           | 17:9         |
| 20 905 | 30.03.1985 Dębica      | II liga – 19 kol. | 3500           | W              | Igloopol Dębica          | 1:0            |                                                    | 5            | 20           | 17:10        |
| 21 906 | 7.04.1985 Białystok    | II liga – 20 kol. | 10000          | D              | Stal Stalowa Wola        | 1:0            | Szulżycki 88'                                      | 3            | 22           | 18:10        |
| 22 907 | 14.04.1985 Białystok   | II liga – 21 kol. | 17000          | D              | Stal Mielec              | 1:1            | Cylwik 62'                                         | 4            | 23           | 19:11        |
| 23 908 | 21.04.1985 Rzeszów     | II liga – 22 kol. | 1500           | W              | Resovia Rzeszów          | 0:1            | Romaniuk 10'                                       | 7            | 25           | 20:11        |
| 24 909 | 4.05.1985 Białystok    | II liga – 23 kol. | 10000          | D              | Cracovia                 | 0:0            |                                                    | 4            | 26           | 20:11        |
| 25 910 | 12.05.1985 Kielce      | II liga – 24 kol. | 3000           | W              | Korona Kielce            | 3:0            |                                                    | 4            | 26           | 20:14        |
| 26 911 | 18.05.1985 Białystok   | II liga – 25 kol. | 8000           | D              | Włókniarz Pabianice      | 0:2            |                                                    | 7            | 26           | 20:16        |
| 27 912 | 25.05.1985 Knurów      | II liga – 26 kol. | b.d.           | W              | Górnik Knurów            | 2:0            |                                                    | 9            | 26           | 20:18        |
| 28 913 | 1.06.1985 Białystok    | II liga – 27 kol. | 5000           | D              | Polonia Warszawa         | 4:1            | Michalewicz 23' 55', Jasiukiewicz 33', Czykier 63' | 8            | 28           | 24:19        |
| 29 914 | 9.06.1985 Bytom        | II liga – 28 kol. | 1000           | W              | Polonia Bytom            | 4:0            |                                                    | 10           | 28           | 24:23        |
| 30 915 | 16.06.1985 Białystok   | II liga – 29 kol. | 5000           | D              | Avia Świdnik             | 2:1            | Gierejkiewicz 32' Jasiukiewicz 61'                 | 8            | 30           | 26:24        |
| 31 916 | 23.06.1985 Rzeszów     | II liga – 30 kol. | 500            | W              | Stal Rzeszów             | 1:1            | Jasiukiewicz 88'                                   | 7            | 31           | 27:25        |
| - rozgrywki ligowe, - rozgrywki pucharu polski, - rozgrywki pucharu ligi, - rozgrywki ligi europejskiej, - mecze barażowe lub eliminacyjne, - inne. Liczba meczów w sezonie:1 2 (wszystkie mecze na najwyższym poziomie rozgrywkowym)3 (wszystkie mecze w rozgrywkach ligowych bez baraży) , Puchar Polski: 2 (mecze Pucharu Polski na szczeblu centralnym)3 (wszystkie mecze w Pucharze Polski) |                        |                   |                |                |                          |                |                                                    |              |              |              |

## Mecze towarzyskie
| Mecze i wyniki | Mecze i wyniki       | Mecze i wyniki | Mecze i wyniki | Mecze i wyniki | Mecze i wyniki                | Mecze i wyniki | Mecze i wyniki                        |
| L.p.           | Data, Kraj, Miasto   | Mecze          | Frekw.         | D/W            | Przeciwnik                    | Wynik          | Strzelcy bramek                       |
| -------------- | -------------------- | -------------- | -------------- | -------------- | ----------------------------- | -------------- | ------------------------------------- |
| 1              | 22.07.1984 Supraśl   | sparing        | 300            | N              | Avia Świdnik (2 poz.)         | 1:1            | Nowicki 26'                           |
| 2              | 1.08.1984 Grójec     | sparing        | -              | W              | Radomiak Radom (1 poz.)       | 3:0            |                                       |
| 3              | 8.08.1984 Białystok  | tow.           | 1000           | D              | Gwardia Białystok (3 poz.)    | 2:3            | Mojsa 18' Czykier 83' Ambrożej 88'(k) |
| 4              | 10.10.1984 Białystok | tow.           | -              | D              | Reprezentacja województwa     | 1:1            | Jarmołajew 22'                        |
| 5              | 13.10.1984 Białystok | tow.           | -              | D              | ŁKS Łódź (1 poz.)             | 2:0            | J.Szugzda 32' Mojsa 60'               |
| 6              | ?.02.1985 Wrocław    | sparing        | -              | W              | Ślęza Wrocław (1 poz.)        | 2:0            | Michalewicz x2, Bartnowski            |
| 7              | ?.03.1985 Wałbrzych  | sparing        | -              | W              | Zagłębie Wałbrzych (2 poz.)   | 3:1            | Cylwik                                |
| 7              | ?.03.1985 Wrocław    | sparing        | -              | W              | Śląsk Wrocław (1 poz.)        | b.d.           |                                       |
| 8              | ?.03.1985 Wałbrzych  | sparing        | -              | W              | Górnik Wałbrzych (1 poz.)     | b.d.           |                                       |
| 9              | 6.03.1985 Białystok  | sparing        | -              | D              | ŁKS Łomża (3 poz.)            | 4:1            | Romaniuk x2, J.Szugzda, Jasiukiewicz  |
| 10             | 10.03.1985 Białystok | sparing        | -              | D              | AZS Warszawa (4 poz.)         | b.d.           |                                       |
| 11             | 10.04.1985 Białystok | tow.           | 5000           | D              | Legia Warszawa (1 poz.)       | 0:1            |                                       |
| 12             | 15.05.1985 Białystok | tow.           | 3000           | D              | FC Stahl Brandenburg (1 poz.) | 1:1            | Michalewicz 25'                       |

## Mecze Jagiellonii II w Pucharze Polski
| Mecze i wyniki | Mecze i wyniki       | Mecze i wyniki | Mecze i wyniki | Mecze i wyniki | Mecze i wyniki  | Mecze i wyniki | Mecze i wyniki             |             |             |             |
| L.p. | Data                 | Rozgrywki      | Frekwencja     | D/W            | Przeciwnik      | Wynik          | Strzelcy bramek            | Opis        | Opis        | Opis        |
| --- | -------------------- | -------------- | -------------- | -------------- | --------------- | -------------- | -------------------------- | ----------- | ----------- | ----------- |
| 1 | 29.07.1984 Białystok | PP - I Run.    | -              | D              | Mazur Ełk       | 2:1            | Czykier 15' Jarmołajew 33' | awans       | awans       | awans       |
| Skład: Trudnos, Bałakier, Fiedorczuk, Kulesza A., Rozumek, Mojskiuszko, Ambrożej, Czykier, Tiszkow, Jarmołajew, Krystek.           |                      |                |                |                |                 |                |                            |             |             |             |
| 2 | 6.08.1984 Białystok  | PP - II run.   | -              | D              | Błękitni Kielce | 2:2 (4:5)k     | Kulesza 47' Krystek 45'    | odpadnięcie | odpadnięcie | odpadnięcie |
| Skład:Trudnos, bałakier, Gierejkiewicz, Rozumek, Kulesza A., Mosjiuszko, Ambrożej, Czykier, Jarmołajew, Tiszkow, Krystek (Jakiel). |                      |                |                |                |                 |                |                            |             |             |             |